# Aldie Mill Historic District
Koordinaten: 38° 58′ 30″ N, 77° 38′ 31″ W

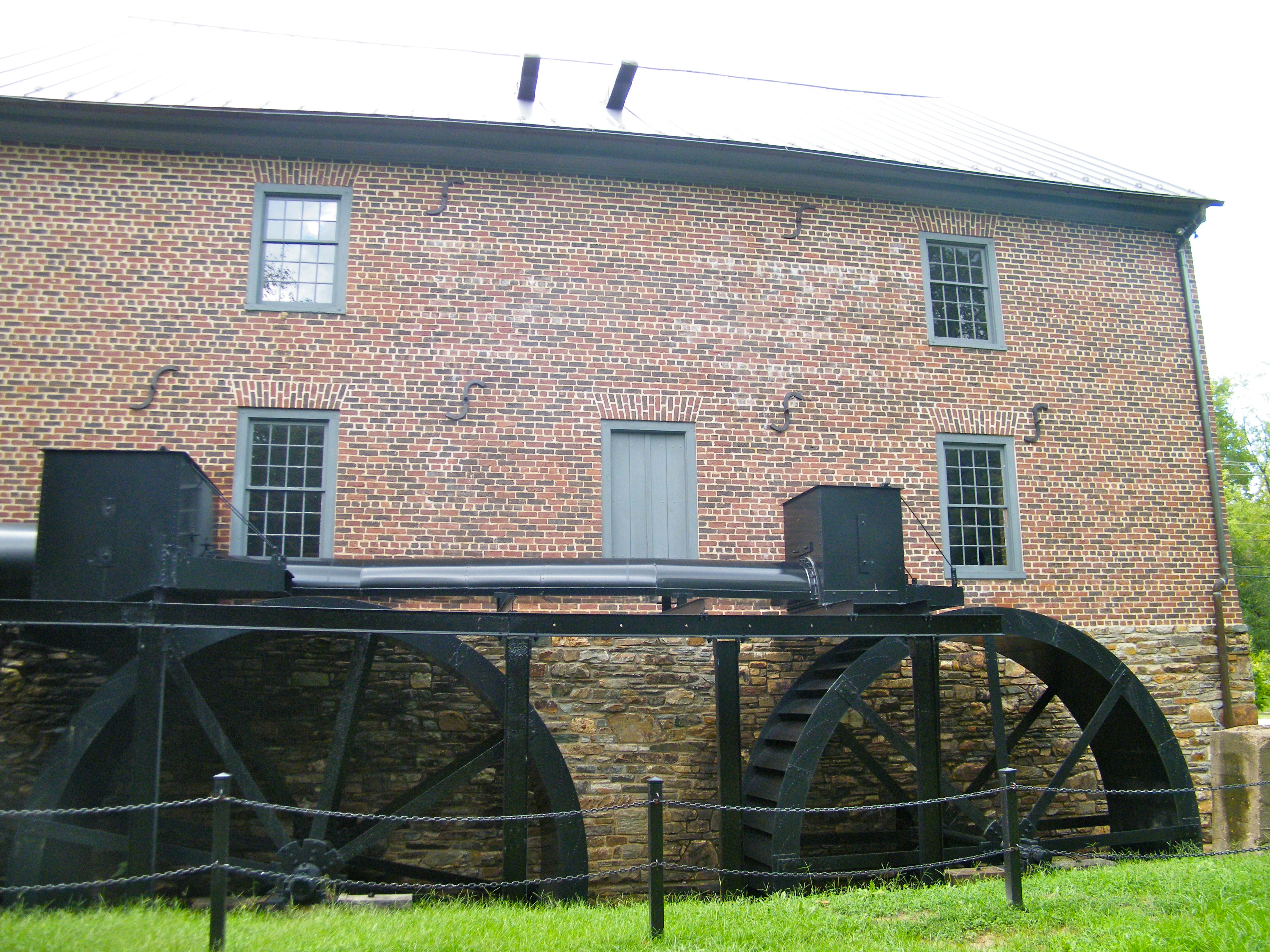
Aldie Mill mit ihren Wasserrädern

Die Aldie Mill ist eine Wassermühle in Aldie im Loudoun County im US-Bundesstaat Virginia, die nach 1804 am Little River erbaut wurde, um Getreide zu mahlen. Der größte Teil der ursprünglichen Maschinerie ist erhalten, und die Mühle ist deswegen eine der am besten erhaltenen Wassermühlen in Virginia.

## Geschichte
Charles F. Mercer, ein Jurist, Abgeordneter im Repräsentantenhaus der Vereinigten Staaten für Virginia und ehemaliger Offizier erlangte 1804 das Recht, am Little River einen Damm und eine Wassermühle zu errichten. Auf der anderen Seite des Little River Turnpike baute er für sich selbst ein Haus und nannte den Komplex Aldie Manor, nach Aldie Castle in Schottland, das Mercers mutmaßlichen Vorfahren gehörte. Das Dorf, das sich schließlich um die Mühle bildete, erhielt 1810 den Namen Aldie. Mercers Vater James Mercer hatte an der Stelle von etwa 1764 an eine tub mill betrieben. Die neue Mühle wurde zwischen 1807 und 1809 von William Cooke, der mit Mercer eine Indentur abgeschlossen hatte. Cooke baute die Mühle, das Haus des Müllers mit Laden sowie – nicht mehr bestehende Einrichtungen – Schnapsbrennerei, Schmiede, Sägemühle, Küferei und Stellmacherei und wurde dafür zur Hälfte am Mühlenbetrieb beteiligt. Die ursprüngliche Maschinerie der Mühle wurde patentiert und errichtet von Oliver Evans. Ein Teil der Maschinerie, ebenso die ursprünglichen Wasserräder, wurden zu Beginn des 20. Jahrhunderts ausgetauscht.  Mercer kaufte Cooke im Jahr 1816 dessen Anteil für $11.250 ab. Mercer verkaufte die Mühle 1835 an John Moore, dessen Nachfahren die Anlage über sechs Generationen hinweg bis 1971 betrieben.

## Beschreibung

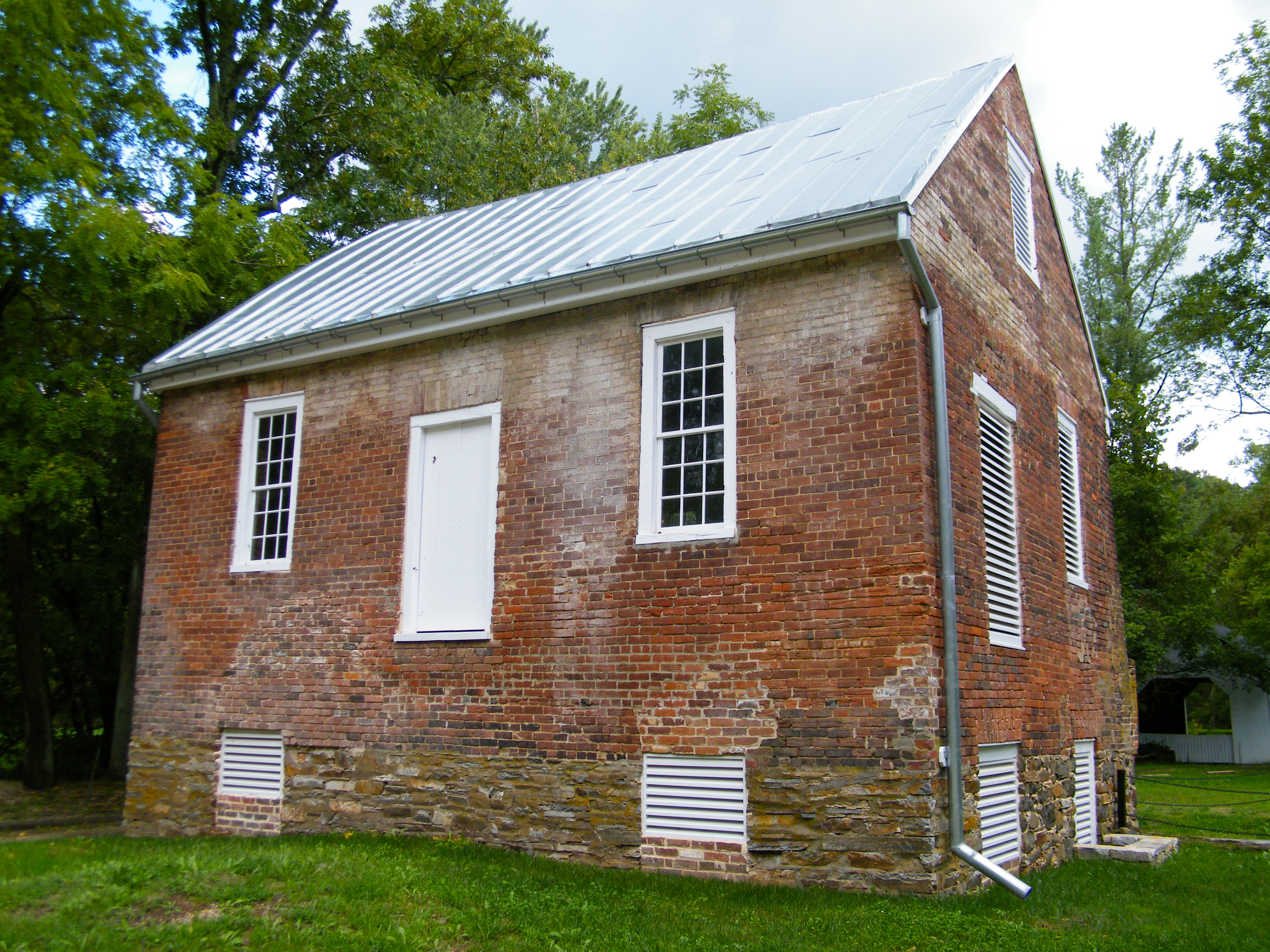
Haus des Müllers

Die Mühle hat zwei hintereinanderangeordnete oberschlächtige Mühlräder, mit denen die Maschinerie in dem aus Backsteinen gebauten Mühlengebäude angetrieben wird. Der Haupttrakt der Mühle ist zwei Stöckig, im Bereich des Giebels sind zwei Speichergeschosse untergebracht. Der östliche Flügel hat ein Stockwerk, der westliche zwei Stockwerke. Das Dorf Aldie wuchs schließlich um die Mühle herum.
Zu dem Historic District gehören außer der Mühle zwei weitere Häuser, das Wohnhaus Mercers und das Haus der Müllers. Mercers Wohnhaus wurde im Stile des Federal Style liegt etwas höher als die Mühle. Es ist zweistöckig und wurde im Laufe der Zeit verändert. Die Fassade ist mit Stuckarbeiten versehen. Das Haus der Müllers ist aus Backsteinen gebaut, zweistöckig und befindet sich hinter der Mühle zwischen dem Little River und dem Mühlgraben. Das Gebäude wurde auf der Rückseite erweitert. Andere Gebäude innerhalb des Aldie Mill Historic District sind ein aus der Zeit zwischen 1809 und 1816 stammender Kornspeicher und eine kleinere Mühle, die der Fertigung von Putz diente.

## Park
Der Komplex liegt auf beiden Seiten des U.S. Highway 50 östlich der Virginia State Route 612 und westlich der Virginia State Route 732 und ist Teil des Aldie Mill Historic Park, der von der Northern Virginia Regional Park Authority unterhalten wird und für die Öffentlichkeit geöffnet ist. Die Mühlräder aus Metall wurden restauriert und treiben die Maschinerie der Mühle an. Der Komplex wurde am 15. September 1970 in das National Register of Historic Places aufgenommen.

## Belege
1. 1 2 3  Virginia Historic Landmarks Commission: National Register of Historic Places Inventory - Nomination Form: Aldie Mill Historic District. (PDF; 1,3 MB) National Park Service, 4. März 1970, abgerufen am 30. Juni 2013 (englisch).
2. 1 2  The Mercers. In: Aldie Mill Historic Park. Northern Virginia Regional Parks Administration, archiviert vom Original am 31. März 2012; abgerufen am 30. Juni 2013 (englisch).  Info: Der Archivlink wurde automatisch eingesetzt und noch nicht geprüft. Bitte prüfe Original- und Archivlink gemäß Anleitung und entferne dann diesen Hinweis.
3. ↑  The Machinery of Oliver Evans. In: Aldie Mill Historic Park. Northern Virginia Regional Parks Authority, archiviert vom Original am 31. März 2012; abgerufen am 30. Juni 2013 (englisch).  Info: Der Archivlink wurde automatisch eingesetzt und noch nicht geprüft. Bitte prüfe Original- und Archivlink gemäß Anleitung und entferne dann diesen Hinweis.
4. ↑  Early Management of Mill Operations. In: Aldie Mill Historic Park. Northern Virginia Regional Park Authority, archiviert vom Original am 31. März 2012; abgerufen am 30. Juni 2013 (englisch).  Info: Der Archivlink wurde automatisch eingesetzt und noch nicht geprüft. Bitte prüfe Original- und Archivlink gemäß Anleitung und entferne dann diesen Hinweis.
5. 1 2  History. In: Aldie Mill Historic Park. Northern Virginia Regional Park Authority, archiviert vom Original am 7. Oktober 2011; abgerufen am 30. Juni 2013 (englisch).  Info: Der Archivlink wurde automatisch eingesetzt und noch nicht geprüft. Bitte prüfe Original- und Archivlink gemäß Anleitung und entferne dann diesen Hinweis.
6. ↑  Aldie Mill Historic Park. Northern Virginia Regional Park Authority, archiviert vom Original am 5. Oktober 2011; abgerufen am 30. Juni 2013 (englisch).  Info: Der Archivlink wurde automatisch eingesetzt und noch nicht geprüft. Bitte prüfe Original- und Archivlink gemäß Anleitung und entferne dann diesen Hinweis.
7. ↑  National Register Information System. In: National Register of Historic Places. National Park Service, abgerufen am 9. Juli 2010 (englisch).